# Eilema sogai
Eilema sogai là một loài bướm đêm thuộc phân họ Arctiinae, họ Erebidae.